# البی‌پیر-بردانس
البی‌پیر-بردانس (به فرانسوی: Albepierre-Bredons) یک کمون در فرانسه است که در Canton of Murat واقع شده‌است.

## خصوصیات
البی‌پیر-بردانس ۳۴٫۴۲ کیلومترمربع مساحت و ۲۲۰ نفر جمعیت دارد و ۱٬۰۵۰ متر بالاتر از سطح دریا واقع شده‌است.